# Mahesh Bhupathi
Mahesh Shrinivas Bhupathi (Madras, 7 de Junho de 1974) é um tenista indiano especialista em duplas. Como duplista, já foi Número 1 do mundo e ganhou 52 títulos de duplas das séries ATP.

## Biografia
Tenista hindu, especialista em duplas, foi campeão de quatro Grand Slams como duplista, três desses ao lado do compatriota Leander Paes. Possui, ainda, oito títulos de Grand Slam de duplas mistas. Também ganhou 16 títulos de Masters 1000. Disputou as Olimpíadas de Atenas de 2004, e representa a equipe indiana na Copa Davis.

## Conquistas em Grand Slams
Como duplista
- Roland-Garros de 1999, com Leander Paes  Índia
- Torneio de Wimbledon de 1999, com Leander Paes  Índia
- Roland-Garros de 2001, com Leander Paes  Índia
- US Open de 2002, com Max Mirnyi  Bielorrússia

Nas duplas mistas
- Roland-Garros de 1997, com Rika Hiraki  Japão
- US Open de 1999, com Ai Sugiyama  Japão
- Torneio de Wimbledon de 2002, com  Elena Likhovtseva  Rússia
- Torneio de Wimbledon de 2005, com Mary Pierce  França
- US Open de 2005, com Daniela Hantuchová  Eslováquia
- Open da Austrália de 2006, com Martina Hingis  Suíça